# Kisomys
Kisomys (ukrainisch Кізомис; russisch Кизомыс Kisomys) ist ein Dorf in der ukrainischen Oblast Cherson mit etwa 1800 Einwohnern (2001).

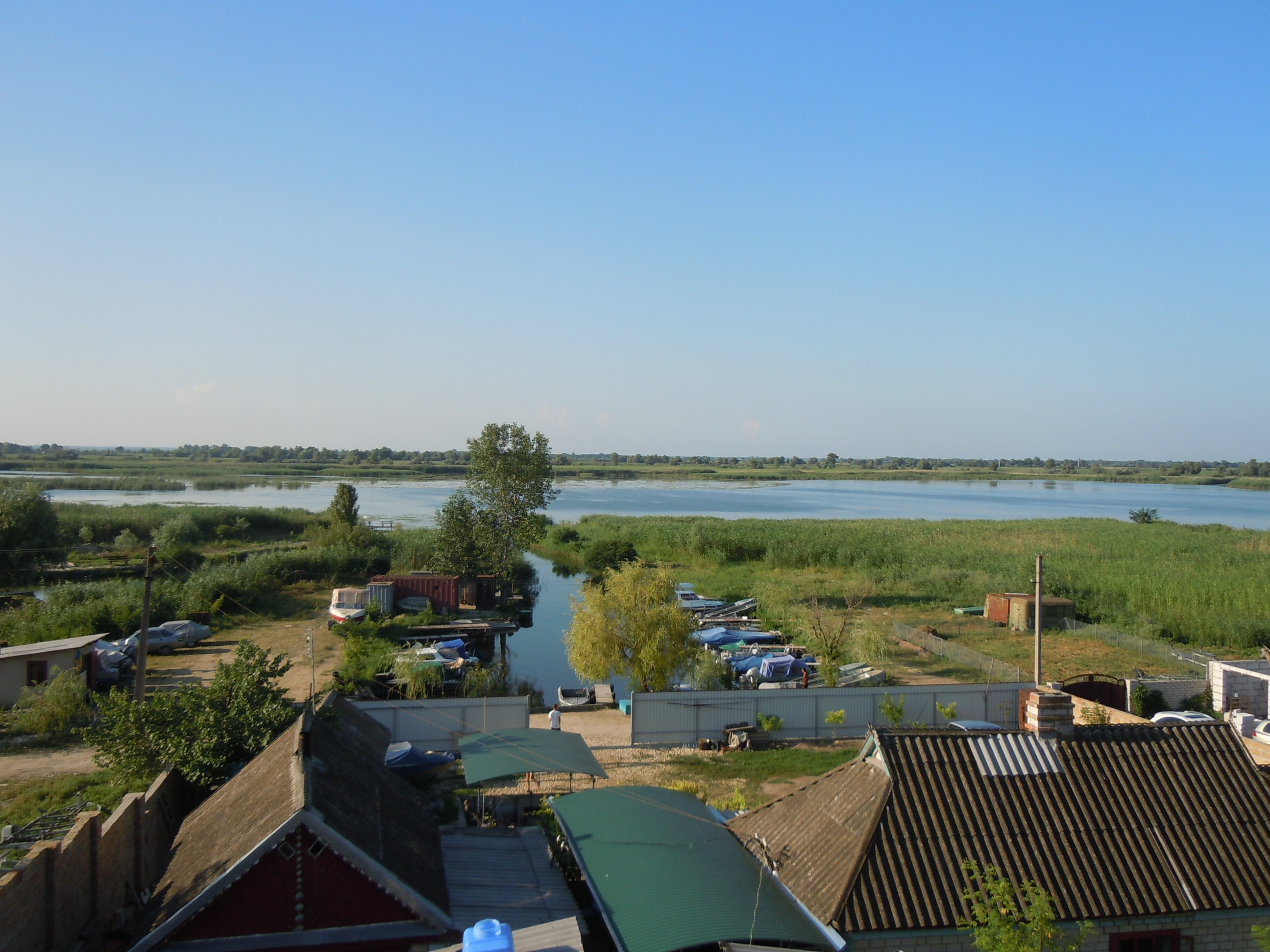
Dnepr-Delta von Kisomys aus gesehen.

## Geografische Lage
Die Ortschaft liegt auf einer Höhe von 9 m am Übergang des Dnepr-Deltas zum Dnepr-Bug-Liman, 12 km südwestlich vom ehemaligen Rajonzentrum Biloserka und 25 km südwestlich vom Oblastzentrum Cherson.

## Geschichte
Das 1783 als Kisyj Mys, einem Vorposten der Saporoger Kosaken, gegründete Dorf wurde nach dem Russisch-Osmanischen Krieg von 1768 bis 1774, der das Gebiet unter russische Herrschaft brachte, von den Kosaken verlassen.
Ein russischer Offizier erhielt das Gebiet 1778 und siedelte dort auf Befehl von Generalleutnant Iwan A. Hannibal albanische Siedler an, die jedoch nicht dauerhaft im Dorf blieben. Am 28. Juli 1783 übergab der Generalgouverneur Grigori Potjomkin das Land an Vizeadmiral Fedot A. Klokatschow (Федот Алексеевич Клокачёв; 15. März 1739 – 27. Oktober 1783), der seine Leibeigenen hier ansiedelte. Das Dorf, in dem 1785 eine Schule gegründet wurde, war zu dieser Zeit unter zwei Namen bekannt: dem alten Namen Kisyj Mys und den Vornamen des Besitzers Fedorowka. Im westlichen Teil des Dorfes wurden 1912 zwei Leuchttürme errichtet. Vom  17. August 1941 bis zum 4. März 1944 war die Ortschaft von der Wehrmacht besetzt.

## Gemeinde
Am 12. Juni 2020 wurde das Dorf ein Teil der Siedlungsgemeinde Biloserka; bis dahin bildete es zusammen mit dem Dorf Weletenske (Велетенське) und den Ansiedlungen Berehowe (Берегове) und Hontscharne (Гончарне) die Landratsgemeinde Kisomys (Кізомиська сільська рада/Kisomyska silska rada) im Süden des Rajons Biloserka.
Seit dem 17. Juli 2020 ist es ein Teil des Rajons Cherson.